# Mari Kawamura
Mari Kawamura (川村 真理, 19 de desembre de 1988) és una futbolista japonesa. Va debutar amb la selecció del Japó el 2013. Va disputar 2 partits amb la selecció del Japó.

## Estadístiques
| Selecció del Japó | Selecció del Japó | Selecció del Japó |
| Anys              | Partits           | Gols              |
| ----------------- | ----------------- | ----------------- |
| 2013              | 2                 | 0                 |
| Total             | 2                 | 0                 |